# Campeonato Sul-Americano de Atletismo Júnior de 2002
O Campeonato Sul-Americano de Atletismo Júnior de 2002 foi realizado no Estádio Olímpico do Pará em Belém, no Brasil, entre 1 e 3 de agosto de 2002. O evento foi realizado em conjunto com a 7ª dos Jogos Sul-Americano. Atletas da Antilhas Holandesas competiram apenas pelos Jogos Sul-Americanos e foram considerados convidados para o Campeonato Sul-Americano de Atletismo Júnior. 

## Medalhistas
Esses foram os resultados do campeonato.

### Masculino
| Evento                      | Ouro                                                                        | Ouro            | Prata                                                                    | Prata           | Bronze                                                                                   | Bronze          |
| --------------------------- | --------------------------------------------------------------------------- | --------------- | ------------------------------------------------------------------------ | --------------- | ---------------------------------------------------------------------------------------- | --------------- |
| 100 metros                  | Bruno Pacheco (BRA)                                                         | 10.50           | Eliezer de Almeida (BRA)                                                 | 10.60           | Pablo Colville (CHI)                                                                     | 10.77           |
| 200 metros                  | Bruno Pacheco (BRA)                                                         | 20.54           | Jorge Sena (BRA)                                                         | 21.18           | Kael Becerra (CHI)                                                                       | 21.46           |
| 400 metros                  | Luís Ambrósio (BRA)                                                         | 46.51           | Luis Luna (VEN)                                                          | 46.82           | Andrés Silva (URU)                                                                       | 47.50           |
| 800 metros                  | Cristián Matute (ECU)                                                       | 1:50.99         | Tai Payne (GUY)                                                          | 1:51.05         | Thiago Chyaromont (BRA)                                                                  | 1:51.66         |
| 1 500 metros                | Clayton Aguiar (BRA)                                                        | 3:53.48         | Nico Herrera (VEN)                                                       | 3:55.67         | Alex Lopes (BRA)                                                                         | 3:55.68         |
| 5 000 metros                | Fernando Fernandes (BRA)                                                    | 14:13.29        | Franck de Almeida (BRA)                                                  | 14:14.18        | Deivis Sánchez (VEN)                                                                     | 14:53.51        |
| 10 000 metros               | Franck de Almeida (BRA)                                                     | 29:39.25        | Deivis Sánchez (VEN)                                                     | 31:22.78        | Gilialdo Koball (BRA)                                                                    | 31:38.64        |
| 10 km marcha atlética       | Rafael Duarte (BRA)                                                         | 43:11.39        | Andrés Chocho (ECU)                                                      | 44:36.81        | Carlos Borgoño (CHI)                                                                     | 45:56.57        |
| 110 metros barreiras        | Thiago Dias (BRA)                                                           | 13.94           | Leandro Peyrano (ARG)                                                    | 15.03           | Cristóbal Lyon (CHI)                                                                     | 15.34           |
| 400 metros barreiras        | Raphael Fernandes (BRA)                                                     | 52.85           | Daivison da Silva (BRA)                                                  | 53.31           | Pablo Schilling (CHI)                                                                    | 53.52           |
| 3.000 metros com obstáculos | Fernando Fernandes (BRA)                                                    | 8:59.76         | Diego Moreno (PER)                                                       | 9:08.34         | Rodolfo Hass (BRA)                                                                       | 9:20.70         |
| 4×100 metros estafetas      | Brasil · Bruno Pacheco · Eliezer de Almeida · Jorge Sena · Bruno Góes       | 39.64           | Chile · Pablo Colville · Diego Valdés · Kael Becerra · Nicolás Sepúlveda | 41.22           | Argentina · Federico Satler · José Manuel Garaventa · Pablo Heredia · Sebastián Lasquera | 41.45           |
| 4×400 metros estafetas      | Brasil · Diego Venâncio · Luís Ambrósio · Thiago Chyaromont · Luiz da Silva | 3:06.68         | Venezuela · Nico Herrera · Luis Luna · Arnold Amaya · José Acevedo       | 3:11.20         | Argentina · Sebastián Lasquera · Leandro Peyrano · José Ignacio Pignataro · Matías López | 3:14.16         |
| Salto em altura             | Fábio Baptista (BRA)                                                        | 2.07            | Luis Conde (VEN)                                                         | 2.04            | Francisco Tamariz (ECU)                                                                  | 2.01            |
| Salto com vara              | Fábio da Silva (BRA)                                                        | 5.10            | José Francisco Nava (CHI)                                                | 4.90            | Daniel Gabriel (BRA)                                                                     | 4.60            |
| Salto em comprimento        | Thiago Dias (BRA)                                                           | 7.92 (0.6 m/s)  | Marcos Trivelato (BRA)                                                   | 7.30 (0.7 m/s)  | Luis Tristán (PER)                                                                       | 7.20 (0.5 m/s)  |
| Salto triplo                | Leonardo dos Santos (BRA)                                                   | 15.97 (0.1 m/s) | Thiago Dias (BRA)                                                        | 15.55 (1.8 m/s) | Francisco Castro (CHI)                                                                   | 14.48 (0.5 m/s) |
| Arremesso de peso           | Gustavo de Mendonça (BRA)                                                   | 17.71*          | Germán Lauro (ARG)                                                       | 17.56*          | Juan Jaramillo (VEN)                                                                     | 17.26*          |
| Lançamento de disco         | Gustavo de Mendonça (BRA)                                                   | 52.78*          | Germán Lauro (ARG)                                                       | 52.44*          | Reginaldo Diógenes (BRA)                                                                 | 49.33*          |
| Lançamento do martelo       | Fabián Di Paolo (ARG)                                                       | 73.69*          | Roberto Sáez (CHI)                                                       | 68.93*          | Wagner Domingos (BRA)                                                                    | 65.15*          |
| Lançamento do dardo         | Júlio César de Oliveira (BRA)                                               | 63.49           | Marcelo Junckes (BRA)                                                    | 61.42           | José Palma (VEN)                                                                         | 59.00           |
| Decatlo                     | Fagner Martins (BRA)                                                        | 6626*           | Randy Gutiérrez (VEN)                                                    | 6329*           | Alcino dos Santos (BRA)                                                                  | 6208*           |

### Feminino
| Evento                      | Ouro                                                                                   | Ouro             | Prata                                                                               | Prata            | Bronze                                                                           | Bronze           |
| --------------------------- | -------------------------------------------------------------------------------------- | ---------------- | ----------------------------------------------------------------------------------- | ---------------- | -------------------------------------------------------------------------------- | ---------------- |
| 100 metros                  | Thatiana Ignácio (BRA)                                                                 | 11.57            | Wilmary Álvarez (VEN)                                                               | 11.76            | Evelyn dos Santos (BRA)                                                          | 11.90            |
| 200 metros                  | Wilmary Álvarez (VEN)                                                                  | 23.85            | Joyce Prieto (BRA)                                                                  | 23.99            | Evelyn dos Santos (BRA)                                                          | 24.23            |
| 400 metros                  | Yusmelys García (VEN)                                                                  | 54.38            | Joyce Prieto (BRA)                                                                  | 54.50            | Ángela Alfonso (VEN)                                                             | 54.82            |
| 800 metros                  | Juliana de Azevedo (BRA)                                                               | 2:06.01          | Jenny Mejías (VEN)                                                                  | 2:10.58          | Rejane da Silva (BRA)                                                            | 2:14.93          |
| 1 500 metros                | Eliane Vásquez (CHI)                                                                   | 4:39.47          | Susana Aburto (CHI)                                                                 | 4:41.16          | Silvia Paredes (ECU)                                                             | 4:43.64          |
| 3 000 metros                | Nadia Rodríguez (ARG)                                                                  | 9:50.03          | Silvia Paredes (ECU)                                                                | 9:54.15          | Inés Melchor (PER)                                                               | 10:05.60         |
| 5 000 metros                | Nadia Rodríguez (ARG)                                                                  | 17:08.23         | Silvia Paredes (ECU)                                                                | 17:16.88         | Patrícia Lobo (BRA)                                                              | 17:33.13         |
| 10 km marcha atlética       | Alessandra Picagevicz (BRA)                                                            | 50:34.59         | Lizbeth Zúñiga (PER)                                                                | 53:20.19         | Josette Sepúlveda (CHI)                                                          | 55:13.41         |
| 100 metros barreiras        | Janaína Sestrem (BRA)                                                                  | 13.94            | Sandrine Legenort (VEN)                                                             | 14.14            | Soledad Donzino (ARG)                                                            | 14.24            |
| 400 metros barreiras        | Yusmelys García (VEN)                                                                  | 58.54            | Amanda Dias (BRA)                                                                   | 58.86            | Raquel da Costa (BRA)                                                            | 59.39            |
| 3.000 metros com obstáculos | Sabine Heitling (BRA)                                                                  | 10:52.77         | Elena Arias (ECU)                                                                   | 11:07.82         | Soledad Del Carlo (ARG)                                                          | 11:12.88         |
| 4×100 metros estafetas      | Brasil · Thatiana Ignâcio · Evelyn dos Santos · Alessandra Joaquim · Mônica de Freitas | 45.30            | Venezuela · Yessica Bermúdez · Angela Alfonso · Wilmary Álvarez · Sandrine Legenort | 45.58            | Chile · Daniela Riderelli · Macarena Keys · Fernanda MacKenna · Javiera Escobedo | 47.11            |
| 4×400 metros estafetas      | Brasil · Juliana de Azevedo · Amanda Dias · Raquel da Costa · Ana Souza                | 3:40.56          | Equador · Grace Arias · Lucy Jaramillo · Gabriela Chala · Mónica Ceballos           | 3:45.70          | Venezuela · Angela Alfonso · Yusmelys García · Jenny Mejías · Sandrine Legenort  | 3:45.78          |
| Salto em altura             | Mônica de Freitas (BRA)                                                                | 1.74             | Marielys Rojas (VEN)                                                                | 1.71             | Daniela Carrillo (CHI) · Jhoris Luque (VEN)                                      | 1.68             |
| Salto com vara              | Karla da Silva (BRA)                                                                   | 3.90             | Rosângela da Silva (BRA)                                                            | 3.70             | Alejandra Llorente (ARG)                                                         | 3.60             |
| Salto em comprimento        | Keila Costa (BRA)                                                                      | 6.37 (1.4 m/s)   | Fernanda Gonçalves (BRA)                                                            | 5.99 (0.3 m/s)   | Michelle Vaughn (GUY)                                                            | 5.88 (0.4 m/s)   |
| Salto triplo                | Keila Costa (BRA)                                                                      | 13.78 (-0.5 m/s) | Fernanda Gonçalves (BRA)                                                            | 12.26 (-0.6 m/s) | Michelle Vaughn (GUY)                                                            | 12.23 (-0.3 m/s) |
| Arremesso de peso           | Ahymará Espinoza (VEN)                                                                 | 13.97            | Jennifer Dahlgren (ARG)                                                             | 13.61            | Regiane Alves (BRA)                                                              | 13.12            |
| Lançamento de disco         | Roberta de Oliveira (BRA)                                                              | 41.85            | Jennifer Dahlgren (ARG)                                                             | 41.41            | Roberto Argentino (BRA)                                                          | 40.70            |
| Lançamento do martelo       | Jennifer Dahlgren (ARG)                                                                | 55.73            | Stefanía Żoryez (URU)                                                               | 50.54            | Adriana Benaventa (VEN)                                                          | 50.19            |
| Lançamento do dardo         | Maria Ramos (BRA)                                                                      | 45.31            | Maria Cruz (BRA)                                                                    | 44.31            | Adriana Benaventa (VEN)                                                          | 32.78            |
| Heptatlo                    | Soledad Donzino (ARG)                                                                  | 5139             | Macarena Reyes (CHI)                                                                | 4683             | Bruna Gomes (BRA)                                                                | 4536             |

## Doping
Eliane Pereira, do Brasil, testou positivo para estanozolol , um esteróide anabolizante. Consequentemente, ela perdeu sua medalha de ouro em 1.500 m (com 4: 33.19) e sua medalha de prata em 3.000 m (com 9: 52.42), foi banida por dois anos. Dois outros casos com relação aumentada de testosterona / epitestosterona foram descobertos (sem medalhistas envolvidos). 

## Quadro de medalhas (não oficial)
| Ordem | País      | Medalha de ouro | Medalha de prata | Medalha de bronze | Total |
| ----- | --------- | --------------- | ---------------- | ----------------- | ----- |
| 1     | Brasil    | 33              | 14               | 16                | 63    |
| 2     | Argentina | 5               | 5                | 5                 | 15    |
| 3     | Venezuela | 4               | 11               | 8                 | 23    |
| 4     | Chile     | 1               | 5                | 9                 | 15    |
| 5     | Equador   | 1               | 5                | 2                 | 8     |
| 6     | Peru      | 0               | 2                | 2                 | 4     |
| 7     | Guiana    | 0               | 1                | 2                 | 3     |
| 8     | Uruguai   | 0               | 1                | 1                 | 2     |

## Pontuação final por país
A pontuação final por países foi publicada. 
| Posição | Nacionalidade | Pontos |
| ------- | ------------- | ------ |
| 1       | Brasil        | 587    |
| 2       | Venezuela     | 180.5  |
| 3       | Argentina     | 163    |

## Participantes (não oficial)
Uma contagem não oficial produziu o número de 194 atletas de 10 países + 1 concvidado: 
| - Argentina (22) - Bolívia (7) - Brasil (69) - Chile (29) | - Equador (19) - Guiana (4) - Paraguai (3) - Peru (8) | - Uruguai (3) - Venezuela (30) Nação convidada: - Antilhas Holandesas (desconhecido) |